# 2020년 하계 올림픽 핸드볼 남자
제32회 하계 올림픽 핸드볼 남자 종목은 일본 국립 요요기 경기장에서 2021년 7월 24일부터 8월 7일까지 열린다.

## 참가국
| 대회                                    | 일정                         | 개최지                     | 할당된 진출권 | 진출권 획득 국가 |
| --------------------------------------- | ---------------------------- | -------------------------- | ------------- | ---------------- |
| 2020년 하계 올림픽 개최국               | -                            | -                          | 1             | 일본             |
| 2019년 남자 핸드볼 월드 챔피언십        | 2019년 1월 10일 ~ 1월 27일   | 덴마크 독일                | 1             | 덴마크           |
| 2019년 팬아메리칸 게임                  | 2019년 7월 31일 ~ 8월 5일    | 페루, 리마                 | 1             | 아르헨티나       |
| 아시아 예선                             | 2019년 10월 17일 ~ 10월 26일 | 카타르, 도하               | 1             | 바레인           |
| 2020년 유럽 남자 핸드볼 선수권 대회     | 2020년 1월 10일 ~ 1월 26일   | 오스트리아 노르웨이 스웨덴 | 1             | 스페인           |
| 2020년 아프리카 남자 핸드볼 선수권 대회 | 2019년 11월 29일 ~ 12월 15일 | 튀니지                     | 1             | 이집트           |
| 2020년 하계 올림픽 최종 예선            | 2021년 3월 12일 ~ 3월 14일   | 몬테네그로, 포드고리차     | 2             | 브라질 노르웨이  |
| 2020년 하계 올림픽 최종 예선            | 2021년 3월 12일 ~ 3월 14일   | 프랑스, 몽펠리에           | 2             | 프랑스 포르투갈  |
| 2020년 하계 올림픽 최종 예선            | 2021년 3월 12일 ~ 3월 14일   | 독일, 베를린               | 2             | 독일 스웨덴      |
| 합계                                    | 합계                         | 합계                       | 12            | 12               |

### A조
- 아르헨티나
- 브라질
- 스페인
- 프랑스
- 독일
- 노르웨이

### B조
- 일본 (개최국)
- 바레인
- 덴마크
- 이집트
- 포르투갈
- 스웨덴

## 예선

### 7월 24일
- A조

| 2021년 7월 24일 9:00 | 노르웨이 | 27 - 24 | 브라질 | 국립 요요기 경기장 |
| 2021년 7월 24일 9:00 |          |         |        | 국립 요요기 경기장 |
| 2021년 7월 24일 9:00 |          | 6× 1×   |        | 국립 요요기 경기장 |

| 2021년 7월 24일 11:00 | 프랑스 | 33 - 27 | 아르헨티나 | 국립 요요기 경기장 |
| 2021년 7월 24일 11:00 |        |         |            | 국립 요요기 경기장 |
| 2021년 7월 24일 11:00 | 5× 1×  |         | 4× 1×      | 국립 요요기 경기장 |

| 2021년 7월 24일 16:15 | 독일  | 27 - 28 | 스페인 | 국립 요요기 경기장 |
| 2021년 7월 24일 16:15 |       |         |        | 국립 요요기 경기장 |
| 2021년 7월 24일 16:15 | 2× 5× |         | 2×     | 국립 요요기 경기장 |

- B조

| 2021년 7월 24일 16:15 | 스웨덴 | 32 - 31 | 바레인 | 국립 요요기 경기장 |
| 2021년 7월 24일 16:15 |        |         |        | 국립 요요기 경기장 |
| 2021년 7월 24일 16:15 | 3× 1×  |         | 5× 2×  | 국립 요요기 경기장 |

| 2021년 7월 24일 19:30 | 포르투갈 | 31 - 37 | 이집트 | 국립 요요기 경기장 |
| 2021년 7월 24일 19:30 |          |         |        | 국립 요요기 경기장 |
| 2021년 7월 24일 19:30 | 5× 2×    |         | 2× 1×  | 국립 요요기 경기장 |

| 2021년 7월 24일 21:30 | 덴마크 | 47 - 30 | 일본  | 국립 요요기 경기장 |
| 2021년 7월 24일 21:30 |        |         |       | 국립 요요기 경기장 |
| 2021년 7월 24일 21:30 | 1×     |         | 4× 1× | 국립 요요기 경기장 |

### 7월 26일
- A조

| 2021년 7월 26일 9:00 | 브라질 | 29 - 34 | 프랑스 | 국립 요요기 경기장 |
| 2021년 7월 26일 9:00 |        |         |        | 국립 요요기 경기장 |
| 2021년 7월 26일 9:00 | 3× 1×  |         | 2×     | 국립 요요기 경기장 |

| 2021년 7월 26일 11:00 | 아르헨티나 | 25 - 33 | 독일     | 국립 요요기 경기장 |
| 2021년 7월 26일 11:00 |            |         |          | 국립 요요기 경기장 |
| 2021년 7월 26일 11:00 | 4× 3×      |         | 3× 2× 1× | 국립 요요기 경기장 |

| 2021년 7월 26일 16:15 | 스페인 | 28 - 27 | 노르웨이 | 국립 요요기 경기장 |
| 2021년 7월 26일 16:15 |        |         |          | 국립 요요기 경기장 |
| 2021년 7월 26일 16:15 | 4× 1×  |         | 2×       | 국립 요요기 경기장 |

- B조

| 2021년 7월 26일 14:15 | 이집트 | 27 - 32 | 덴마크 | 국립 요요기 경기장 |
| 2021년 7월 26일 14:15 |        |         |        | 국립 요요기 경기장 |
| 2021년 7월 26일 14:15 | 5×     |         | 5× 2×  | 국립 요요기 경기장 |

| 2021년 7월 26일 19:30 | 바레인 | 25 - 26 | 포르투갈 | 국립 요요기 경기장 |
| 2021년 7월 26일 19:30 |        |         |          | 국립 요요기 경기장 |
| 2021년 7월 26일 19:30 | 4× 1×  |         | 5× 1×    | 국립 요요기 경기장 |

| 2021년 7월 26일 21:30 | 일본  | 26 - 28 | 스웨덴 | 국립 요요기 경기장 |
| 2021년 7월 26일 21:30 |       |         |        | 국립 요요기 경기장 |
| 2021년 7월 26일 21:30 | 4× 1× |         | 1×     | 국립 요요기 경기장 |

### 7월 28일
- A조

| 2021년 7월 28일 16:15 | 노르웨이 | 27 - 23 | 아르헨티나 | 국립 요요기 경기장 |
| 2021년 7월 28일 16:15 |          |         |            | 국립 요요기 경기장 |
| 2021년 7월 28일 16:15 | 4× 2×    |         | 7× 2×      | 국립 요요기 경기장 |

| 2021년 7월 28일 19:30 | 브라질 | 25 - 32 | 스페인 | 국립 요요기 경기장 |
| 2021년 7월 28일 19:30 |        |         |        | 국립 요요기 경기장 |
| 2021년 7월 28일 19:30 | 5×     |         | 1× 2×  | 국립 요요기 경기장 |

| 2021년 7월 28일 21:30 | 프랑스 | 30 - 29 | 독일 | 국립 요요기 경기장 |
| 2021년 7월 28일 21:30 |        |         |      | 국립 요요기 경기장 |
| 2021년 7월 28일 21:30 | 1×     |         | 1×   | 국립 요요기 경기장 |

- B조

| 2021년 7월 28일 9:00 | 덴마크 | 31 - 21 | 바레인 | 국립 요요기 경기장 |
| 2021년 7월 28일 9:00 |        |         |        | 국립 요요기 경기장 |
| 2021년 7월 28일 9:00 | 1×     |         | 3×     | 국립 요요기 경기장 |

| 2021년 7월 28일 11:00 | 스웨덴 | 29 - 28 | 포르투갈 | 국립 요요기 경기장 |
| 2021년 7월 28일 11:00 |        |         |          | 국립 요요기 경기장 |
| 2021년 7월 28일 11:00 | 2× 1×  |         | 6× 1×    | 국립 요요기 경기장 |

| 2021년 7월 28일 14:15 | 일본  | 29 - 33 | 이집트 | 국립 요요기 경기장 |
| 2021년 7월 28일 14:15 |       |         |        | 국립 요요기 경기장 |
| 2021년 7월 28일 14:15 | 7× 1× |         | 2×     | 국립 요요기 경기장 |

### 7월 30일
- A조

| 2021년 7월 26일 9:00 | 아르헨티나 | 23 -25 | 브라질 | 국립 요요기 경기장 |
| 2021년 7월 26일 9:00 |            |        |        | 국립 요요기 경기장 |
| 2021년 7월 26일 9:00 | 4× 2× 1×   |        | 5× 1×  | 국립 요요기 경기장 |

| 2021년 7월 26일 14:15 | 프랑스 | 36 - 31 | 스페인 | 국립 요요기 경기장 |
| 2021년 7월 26일 14:15 |        |         |        | 국립 요요기 경기장 |
| 2021년 7월 26일 14:15 | 3× 2×  |         | 2× 1×  | 국립 요요기 경기장 |

| 2021년 7월 26일 21:30 | 독일  | 28 - 23 | 노르웨이 | 국립 요요기 경기장 |
| 2021년 7월 26일 21:30 |       |         |          | 국립 요요기 경기장 |
| 2021년 7월 26일 21:30 | 3× 1× |         | 6× 2× 1× | 국립 요요기 경기장 |

- B조

| 2021년 7월 26일 11:00 | 바레인 | 32 - 30 | 일본 | 국립 요요기 경기장 |
| 2021년 7월 26일 11:00 |        |         |      | 국립 요요기 경기장 |
| 2021년 7월 26일 11:00 | 4× 2×  |         | 4×   | 국립 요요기 경기장 |

| 2021년 7월 26일 16:15 | 스웨덴 | 22 - 27 | 이집트 | 국립 요요기 경기장 |
| 2021년 7월 26일 16:15 |        |         |        | 국립 요요기 경기장 |
| 2021년 7월 26일 16:15 | 2×     |         | 2×     | 국립 요요기 경기장 |

| 2021년 7월 26일 19:30 | 포르투갈 | 28 - 34 | 덴마크 | 국립 요요기 경기장 |
| 2021년 7월 26일 19:30 |          |         |        | 국립 요요기 경기장 |
| 2021년 7월 26일 19:30 | 4× 1×    |         | 3×     | 국립 요요기 경기장 |

### 조별 예선 순위

#### A조
| 순위 | 팀         | 승 | 무 | 패 | 승점 | 득  | 실  | 차  |
| ---- | ---------- | -- | -- | -- | ---- | --- | --- | --- |
| 1    | 프랑스     | 4  | 0  | 1  | 8    | 162 | 148 | 14  |
| 2    | 스페인     | 4  | 0  | 1  | 8    | 155 | 142 | 13  |
| 3    | 독일       | 3  | 0  | 2  | 6    | 146 | 131 | 15  |
| 4    | 노르웨이   | 3  | 0  | 2  | 6    | 136 | 132 | 4   |
| 5    | 브라질     | 1  | 0  | 4  | 2    | 128 | 145 | -17 |
| 6    | 아르헨티나 | 0  | 0  | 5  | 0    | 125 | 154 | -29 |

#### B조
| 순위 | 팀       | 승 | 무 | 패 | 승점 | 득  | 실  | 차  |
| ---- | -------- | -- | -- | -- | ---- | --- | --- | --- |
| 1    | 덴마크   | 4  | 0  | 1  | 8    | 174 | 139 | 35  |
| 3    | 이집트   | 4  | 0  | 1  | 6    | 154 | 134 | 20  |
| 2    | 스웨덴   | 4  | 0  | 1  | 6    | 144 | 142 | 2   |
| 5    | 바레인   | 1  | 0  | 4  | 2    | 129 | 149 | -20 |
| 4    | 포르투갈 | 1  | 0  | 4  | 2    | 143 | 156 | -13 |
| 6    | 일본     | 1  | 0  | 4  | 2    | 146 | 170 | -24 |

## 본선
|  | 8강전    | 8강전   |          |    | 준결승전   | 준결승전   |  |  | 결승전 | 결승전 |
|  |          |         |          |    |            |            |  |  |        |        |
|  | 8월 3일  |         |          |    |            |            |  |  |        |        |
|  |          |         |          |    |            |            |  |  |        |        |
|  | 프랑스   | 42      |          |    |            |            |  |  |        |        |
|  | 프랑스   | 42      | 8월 5일  |    |            |            |  |  |        |        |
|  | 바레인   | 28      |          |    |            |            |  |  |        |        |
|  | 바레인   | 28      | 프랑스   | 27 |            |            |  |  |        |        |
|  | 8월 3일  |         | 프랑스   | 27 |            |            |  |  |        |        |
|  |          | 이집트  | 23       |    |            |            |  |  |        |        |
|  | 독일     | 이집트  | 23       | 26 |            |            |  |  |        |        |
|  | 독일     |         | 8월 7일  | 26 |            |            |  |  |        |        |
|  | 이집트   | 31      |          |    |            |            |  |  |        |        |
|  | 이집트   | 31      | 프랑스   | 25 |            |            |  |  |        |        |
|  | 8월 3일  |         | 프랑스   | 25 |            |            |  |  |        |        |
|  |          | 덴마크  | 23       |    |            |            |  |  |        |        |
|  | 스웨덴   | 덴마크  | 23       | 33 |            |            |  |  |        |        |
|  | 스웨덴   | 8월 5일 |          | 33 |            |            |  |  |        |        |
|  | 스페인   | 34      |          |    |            |            |  |  |        |        |
|  | 스페인   | 34      | 스페인   | 23 |            |            |  |  |        |        |
|  | 8월 3일  |         | 스페인   | 23 |            |            |  |  |        |        |
|  |          | 덴마크  | 27       |    | 3위 결정전 | 3위 결정전 |  |  |        |        |
|  | 덴마크   | 덴마크  | 27       | 31 | 3위 결정전 | 3위 결정전 |  |  |        |        |
|  | 덴마크   |         | 8월 7일  | 31 |            |            |  |  |        |        |
|  | 노르웨이 | 25      |          |    |            |            |  |  |        |        |
|  | 노르웨이 | 25      | 노르웨이 | 31 |            |            |  |  |        |        |
|  |          |         |          |    |            |            |  |  |        |        |
|  | 스웨덴   | 33      |          |    |            |            |  |  |        |        |
|  | 스웨덴   | 33      |          |    |            |            |  |  |        |        |

### 8강전
| 2021년 8월 3일 9:30 | 프랑스 | 42 - 28 | 바레인 | 국립 요요기 경기장 |
| 2021년 8월 3일 9:30 |        |         |        | 국립 요요기 경기장 |
| 2021년 8월 3일 9:30 | 3×     |         | 5× 2×  | 국립 요요기 경기장 |

| 2021년 8월 3일 13:15 | 스웨덴 | 33 - 34 | 스페인 | 국립 요요기 경기장 |
| 2021년 8월 3일 13:15 |        |         |        | 국립 요요기 경기장 |
| 2021년 8월 3일 13:15 | 4× 1×  |         | 3× 2×  | 국립 요요기 경기장 |

| 2021년 8월 3일 17:00 | 덴마크 | 31 - 25 | 노르웨이 | 국립 요요기 경기장 |
| 2021년 8월 3일 17:00 |        |         |          | 국립 요요기 경기장 |
| 2021년 8월 3일 17:00 | 4× 1×  |         | 3× 1×    | 국립 요요기 경기장 |

| 2021년 8월 3일 20:45 | 독일  | 26 - 31 | 이집트 | 국립 요요기 경기장 |
| 2021년 8월 3일 20:45 |       |         |        | 국립 요요기 경기장 |
| 2021년 8월 3일 20:45 | 3× 1× |         | 1×     | 국립 요요기 경기장 |

### 준결승전
| 2021년 8월 5일 17:00 | 프랑스 | 27 - 23 | 이집트 | 국립 요요기 경기장 |
| 2021년 8월 5일 17:00 |        |         |        | 국립 요요기 경기장 |
| 2021년 8월 5일 17:00 | 3×     |         | 1×     | 국립 요요기 경기장 |

| 2021년 8월 5일 21:00 | 스페인 | 23 -27 | 덴마크 | 국립 요요기 경기장 |
| 2021년 8월 5일 21:00 |        |        |        | 국립 요요기 경기장 |
| 2021년 8월 5일 21:00 | 4× 1×  |        | 2×     | 국립 요요기 경기장 |

### 동메달 결정전
| 2021년 8월 7일 17:00 | 이집트 | 31 - 33 | 스페인   | 국립 요요기 경기장 |
| 2021년 8월 7일 17:00 |        |         |          | 국립 요요기 경기장 |
| 2021년 8월 7일 17:00 | 2×     |         | 4× 2× 1× | 국립 요요기 경기장 |

### 결승전
| 2021년 8월 7일 21:00 | 프랑스 | 25 - 23 | 덴마크 | 국립 요요기 경기장 |
| 2021년 8월 7일 21:00 |        |         |        | 국립 요요기 경기장 |
| 2021년 8월 7일 21:00 | 4×     |         | 1×     | 국립 요요기 경기장 |

## 최종 순위
| 종목        | 금     | 은     | 동     |
| 핸드볼 남자 | 프랑스 | 덴마크 | 스페인 |

## 같이 보기
- 2020년 하계 올림픽 핸드볼
- 2020년 하계 올림픽 핸드볼 여자